# Погана компанія (фільм, 1931)
Погана компанія (англ. Bad Company) — американська драма режисера Тея Гарнетта 1931 року.

## Сюжет
Багата і прекрасна Хелен Кінг збирається вийти заміж за Стіва Карлайла. Стів є юристом гангстера Голді Горіо.
Стів хоче залишити рекет, але Голді розказує йому про його майбутнього свекра, конкуруючого гангстера. Обидві сторони бачать шлюб як символ миру і кінець насильству в їхніх справах.

## У ролях
- Гелен Твелвтріс — Гелен Кінг
- Рікардо Кортес — Голді Горіо
- Джон Гаррік — Стів Карлайл
- Пол Герст — дворецький Голді
- Френк Конрой — Маркхем Кінг
- Гаррі Кері — МакБейн
- Френк Макг'ю — Док
- Кеннет Томсон — Барнс
- Артур Стоун — Даммі
- Емма Данн — Емма
- Вільям В. Монг — Генрі
- Едгар Кеннеді — швейцар